# Prosper Ricard
Pour les articles homonymes, voir Ricard (homonymie).
Prosper Ricard, né le 24 février 1874 à Harsault (Vosges) et mort le 23 octobre 1952 à Rabat (Maroc), a été directeur du service des Arts indigènes au Maroc (1920-1935). Entré au Maroc dans le sérail de Hubert Lyautey, l’abondance de ses écrits et les résultats de son action le désignent comme un concepteur de l’industrie  artisanale adaptée à l’exportation dans le contexte colonial. On lui doit notamment la promotion du tapis marocain.

## Biographie

### L'Algérie
Natif des Vosges, Ricard est marqué par l’annexion du territoire voisin, l’Alsace-Lorraine, par l’Allemagne (1870). Jeune instituteur, il part en Algérie retrouver ses condisciples de Metz, émigrés pour ne pas devenir allemands. A l’école normale de Bouzareah (Alger), il suit un cursus d’études artistiques et, en outre, obtient un brevet de langues arabe et kabyle. Entre 1900 à 1905, il est directeur des cours d’apprentissage des métiers d’art destinés aux indigènes à Tlemcen, puis à Oran. Nommé inspecteur des enseignements artistiques et industriels à Alger, il annexe l’apprentissage du tissage à certaines écoles primaires. Dans la mouvance indigéniste du gouverneur Charles Jonnart (1903-1911), une minorité qui plaide en faveur de la condition des musulmans, il contribue à la création du Service des arts indigènes, censé concevoir un artisanat décoratif spécifiquement algérien (1908). En 1909, il rencontre le général  Hubert Lyautey, lui aussi vosgien en poste dans l’Oranais.

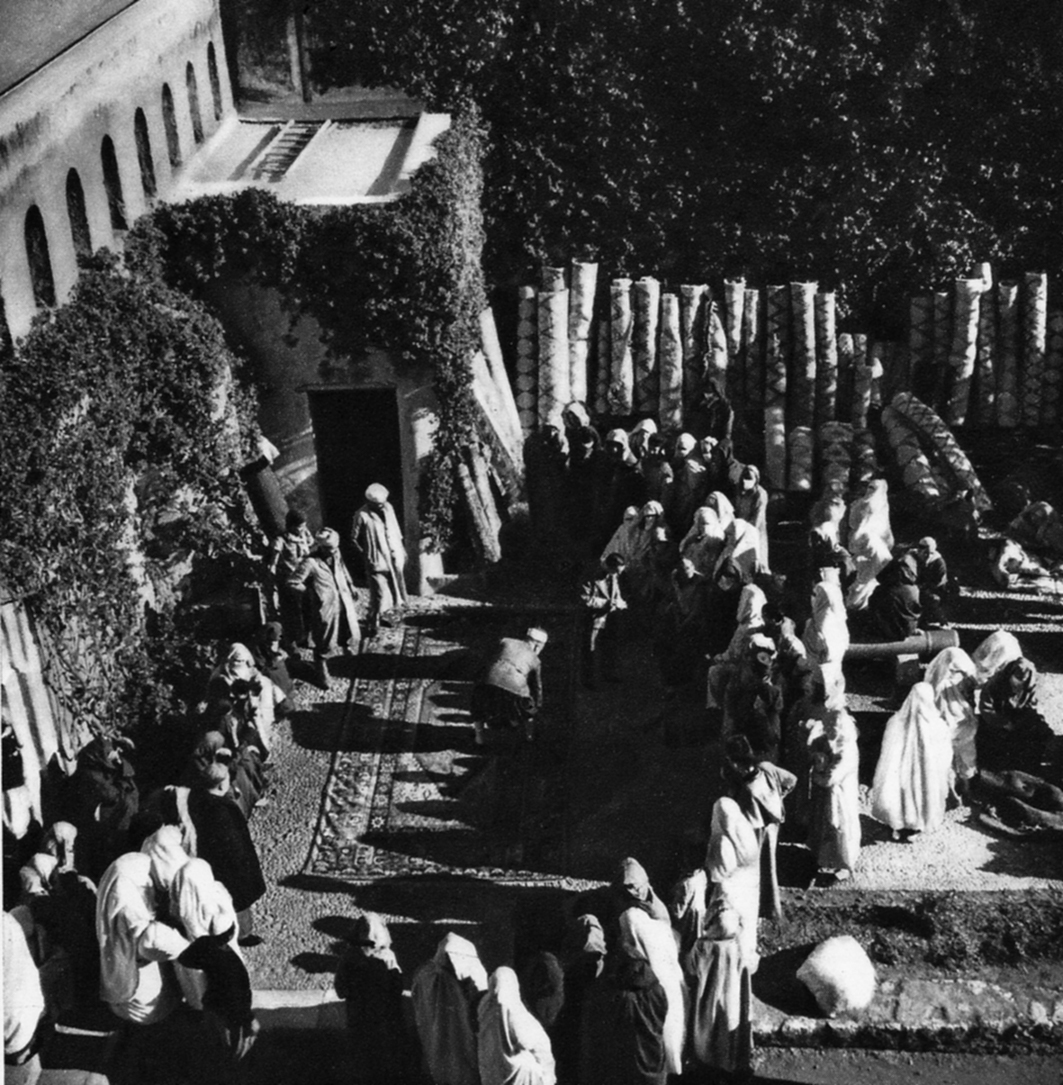
L'estampillage de tapis à Rabat

### Le Maroc
Le 1er août 1915, Ricard répond à l’appel de Lyautey, devenu résident général de France au Maroc, qui entend y mener une ambitieuse politique artisanale. Inspecteur des arts indigènes à Fès, il rassemble une collection d’objets anciens, qu’il fait recopier et adapter pour une clientèle occidentale. La production est exposée dans les foires-expositions au Maroc (la première se tient à Casablanca en 1915), puis à Paris, au Pavillon de Marsan (1917). L’exposition révèle le potentiel commercial du tapis dit du Moyen Atlas auprès d’un Paris amateur d’art déco et d’art nègre. Cet épais tapis au velours long, aux motifs losangés et aux couleurs tranchées, appelé tapis marocain, mobilise alors l’essentiel de l’action artisanale à Rabat en vue d’une seconde exposition à Paris, dédiée exclusivement au tapis (1919). Le succès de l’exposition incite des marchands parisiens à monter des ateliers à Rabat et Casablanca. Leurs ouvrages doivent se conformer aux normes de l’Office des industries d’arts indigènes pour obtenir l’estampille d’État qui octroie la franchise douanière. La production augmente au cours des années 1920, mais la qualité moyenne est médiocre.
Chef du Service des arts indigènes, Ricard promeut l’action de sauvegarde de l’artisanat à travers nombre d’articles de presse et d’ouvrages couvrant les divers domaines de sa compétence :  textile, architecture, céramique, musique… La démarche fait école. Ricard est consulté par les autorités britanniques en Inde (1919), par la Tripolitaine (1925), la Tunisie (1931)… Parallèlement, il œuvre en faveur du tourisme naissant en contribuant à l’édition de nombreux guides.
Chef honoraire des Arts indigènes en 1935, il cède sa place à Jean Baldoui, puis à Marcel Vicaire, ses proches collaborateurs, et poursuit son action en faveur d’une collaboration artisanale entre les trois colonies françaises du Maghreb. Son dernier ouvrage, un opuscule en couleur sur le tapis marocain, paraît l’année de sa mort. En 1953, une plaque Musée Prosper Ricard est inaugurée à la Kasbah des Oudayas (Rabat) en présence de Madame Ricard. Le Maroc indépendant a débaptisé le musée.